# Devecser
Devecser je město v Maďarsku v župě Veszprém. Je správním střediskem stejnojmenného okresu. V roce 2015 zde žilo 4 266 obyvatel.
Kromě hlavní části připadá k městu ještě i malé části Sándormajor, Székpuszta a Vadászház.
V roce 2010 při protržení hráze odkaliště u Ajky byl Devecser silně zasažen červeným kalem.
Město leží na hlavní silnici 8 a silnicích 7317, 7324, 7339 a 8402. S Devecserem jsou silničně spojeny obce Borszörcsök, Kolontár, Magyarpolány, Noszlop, Pusztamiske a Somlóvasárhely. Velice blízko na východ od Devecseru se nachází město Ajka.
Městem procházejí potoky Egres-patak, Malom-árok a Torna.